# Andreas Oehler
Andreas Oehler (* 29. Oktober 1960 in Frankfurt am Main) ist ein deutscher Wirtschaftswissenschaftler und Professor für Betriebswirtschaftslehre, insbesondere Finanzwirtschaft.

## Leben
Oehler hat in Mainz und Mannheim Volkswirtschaftslehre und Betriebswirtschaftslehre studiert und 1985 als Diplom-Kaufmann abgeschlossen. 1989 promovierte er mit der Dissertation Die Akzeptanz der technikgestützten Selbstbedienung im Privatkundengeschäft von Universalbanken an der Universität Mannheim zum Doktor der Wirtschaftswissenschaften (Dr. rer. pol.). Seine Habilitation erfolgte 1994 an der Fernuniversität in Hagen im Fach Betriebswirtschaftslehre.
Seit 1994 ist er Inhaber des Lehrstuhls für Betriebswirtschaftslehre an der Universität Bamberg, und seit 2012 ist er Direktor der Forschungsstelle Verbraucherfinanzen und Verbraucherbildung.
Er arbeitet in den Bereichen Finanzmärkte, empirische und experimentelle Finanzmarktforschung, Kreditrisikomanagement, Finanzintermediation (Banken, Versicherungen, Fonds etc.), Behavioral Finance, Altersvorsorge, Retirement Savings, Anleger- und Verbraucherschutz, Verbraucherfinanzen, Verbraucherbildung, Financial Literacy, Personal Finance, Household Finance.
Andreas Oehler gehörte zu den ersten Wirtschaftswissenschaftlern im deutschsprachigen Raum, die sich intensiv und systematisch mit institutionenökonomischen und verhaltenswissenschaftlichen Ansätzen im Arbeitsgebiet Finanzierung und Finanzmärkte beschäftigte. Hierzu gehört insbesondere seine empirische und experimentelle Forschung seit Anfang der 1990er Jahre.

## Weitere Tätigkeiten
Seit 2001 widmet sich Andreas Oehler auch der Verbraucherforschung und der Verbraucherpolitik und veröffentlicht Studien zur Verbraucherbildung und zu Verbraucherfinanzen. 2012 wurde an der Universität Bamberg die Forschungsstelle Verbraucherfinanzen & Verbraucherbildung eingerichtet, der Andreas Oehler als Direktor vorsteht. In diesem Bereich führte er die ersten wissenschaftlichen und empirischen Untersuchungen zur privaten kapitalgedeckten Altersvorsorge und zu „Riester“-Produkten, zu Mindeststandards für Finanzdienstleistungen, insbesondere Verbraucherfinanzprodukte, zur Anlageberatung, zur Produktkennzeichnung und zur Produktinformation durch. Ferner beschäftigte er sich mit der mangelnden Passung von Finanzdienstleistungen, die für die Verbraucher finanzielle Schäden in Milliardenhöhe verursachen. Auch zu sozial-ökologischen Finanzprodukten hat er Untersuchungen durchgeführt. Außerdem ist er Gründungsmitglied der Gesellschaft für sozioökonomische Bildung und Wissenschaft (GSÖBW).
Andreas Oehler hat folgenden Positionen inne:
- Vorsitzender des Verwaltungsrats der Stiftung Warentest[16]
- Mitglied der Prüfungskommission der Wirtschaftsprüferkammer[1]
- Mitglied der Verbraucherkommission Baden-Württemberg[2]
- Direktor der Forschungsstelle Verbraucherfinanzen & Verbraucherbildung, Universität Bamberg[17]
- Gutachter im Finanzbereich[18][2]
- Gutachter in der Verbraucherpolitik[19][20]